# Carina Vitulano
Carina Susana Vitulano (Buenos Aires, Argentina, 22 de julio de 1975) es una árbitro de fútbol italiana. Es internacional desde 2005. Ha sido referí en varios mundiales como en la Copa Mundial Femenina de Fútbol Sub-17 de 2012, disputada en Azerbaiyán, la Copa Mundial Femenina de Fútbol Sub-17 de 2014, disputada en Costa Rica, la Copa Mundial Femenina de Fútbol Sub-20 de 2014, y la Copa Mundial Femenina de Fútbol de 2015 disputadas en Canadá
El padre de Carina, Miguel Vitulano nació en Manfredonia, pero se crio en Argentina, donde nació Carina. Regresó a Italia y jugó al fútbol para Livorno. Miguel murió de un ataque cardiaco a los 58 años de edad en 2009. Carina es graduada de Ingeniería, además es una madre de dos hijos: Filippo y Alessia.